# Dražen Dalipagić
Dražen Dalipagić, en serbe en écriture cyrillique : Дражен Далипагић, né le 27 novembre 1951 à Mostar et mort le 25 janvier 2025, est un joueur et entraîneur serbe de basket-ball. Durant sa carrière sportive, il est international et joue pour la Yougoslavie. Dalipagić évoluait au poste d'arrière.

## Biographie
Dans les années 1970, Dalipagić forme un formidable duo avec Dragan Kicanović au Partizan Belgrade. Jouant pour le Partizan depuis l'âge de 20 ans jusqu'en 1980, après une interruption d'un an pour raison de service militaire, il obtient le premier titre national de son club en 1976. Il obtient également un titre européen avec la Coupe Korać en 1978.
Il fait surtout partie de la deuxième génération dorée yougoslave, celle des Mirza Delibašić, Dragan Kicanović, Krešimir Ćosić. Avec la Yougoslavie, il obtient une médaille d'argent lors des Jeux olympiques 1976 à Montréal. Après ceux-ci, il participe pendant deux semaines au camp d'entraînement des Celtics de Boston. Là, il impressionne tout le monde et Red Auerbach souhaite l'incorporer à son équipe. Mais jouer en NBA avait alors un inconvénient majeur pour les joueurs yougoslaves : il ne pourrait plus jouer avec la sélection. Dalipagić décide de revenir en Europe.
Dalipagić remporte le titre européen 1977, son troisième après ceux de 1973 et 1975.
Il devient champion du monde en 1978 à Manille lors d'une finale remportée 83-82 contre l'URSS. Il est élu meilleur joueur de la compétition. Il devient ensuite champion olympique 1980 à Moscou, battant les Soviétiques sur leur propre sol et finissant meilleur marqueur de la compétition avec 24,3 points de moyenne.
Dans les années 1980, Dalipagić apporte son talent en Italie : il signe notamment à Venise en 1980, puis joue ensuite au Real Madrid, avant de revenir en Italie, à Udine et Vérone. Lors de ses huit années italiennes, il est cinq fois meilleur marqueur et signe 15 matchs à plus de 50 points. Le 25 janvier 1987, il marque 70 points contre la Virtus Bologne, établissant au passage le record de points marqués lors d'un match de championnat italien. Il détient aussi le record de la moyenne de points en play-off avec 34,7 points par match.
En 2004, il est élu au « Hall of Fame du basket-ball ». Il est également membre du FIBA Hall of Fame.

## Club
- Partizan Belgrade : 1971-1978 , 1979-1980, 1981-1982
- Carrera Venise : 1980-1981, 1985-1988
- Real Madrid : 1982-1983
- Udine : 1983-1985
- Vérone : 1988-1989
- Étoile rouge Belgrade : 1990-1991

## Palmarès

### Équipe nationale
- Jeux olympiques d'été
  -  Médaille d'or aux Jeux olympiques 1980 à Moscou
  -  Médaille d'argent aux Jeux olympiques 1976 à Montréal
  -  Médaille de bronze aux Jeux olympiques 1984 à Los Angeles
- Championnat du monde
  -  Médaille d'or en 1978
  -  Médaille d'argent en 1974
  -  Médaille de bronze en 1982 et 1986
- Championnat d'Europe
  -  Médaille d'or en 1973, 1975 et 1977
  -  Médaille d'argent en 1981
  -  Médaille de bronze en 1979
- 243 matchs en sélection yougoslave

### Club
- Coupe Korać 1978
- Champion de Yougoslavie 1976
- Coupe de Yougoslavie en 1978

### Distinctions personnelles
- Deux fois meilleurs marqueurs de la Lega
- Élu meilleur joueur européen en 1977, 1978 et 1980